# Pietro Gravina (poète)
Pour les articles homonymes, voir Gravina.
Pour le cardinal italien du XIXe siècle, voir Pietro Gravina.
Pietro Gravina est un poète latin moderne, né à Palerme en 1453 et mort en 1527.

## Biographie
Pietro Gravina était de l’illustre famille des comtes de Gravina de Capoue. Il entra dans les ordres et se fit une grande réputation par l’élégance de ses poésies latines et italiennes. Gravina fut protégé tour à tour par le roi de Naples, par Gonzalvo de Cordoue, par Jean-François, comte de Capoue, et il compta au nombre de ses amis plusieurs personnages éminents, parmi lesquels on trouve Sannazar et Giovanni Pontano.

## Œuvres
Ses poésies éparses ont été recueillies par Scipion Capece, qui les a publiées sous les titres de : Epigrammatum liber, Sylvarum liber, Carmen epicum, Poematum libri (Naples, 1532, in-4°).
On a également de lui : Epistolæ et orationes (Naples, 1589, in-4°).